# 歷克·蒙哥馬利
歷克·蒙哥馬利（英語：Nick Montgomery，1981年10月28日—），是一名前英格蘭職業足球員，司職防守中場，球員生涯期間主要效力英格蘭球會錫菲聯及澳職球會中岸水手。退役後擔任領隊。
蒙哥馬利早年出身於錫菲聯青年軍，效力該會長達12年，是該隊的老臣子。2012年加盟中岸水手。

## 外部連結
- 中岸水手官網 球員資料 （页面存档备份，存于）
- soccerway的中岸水手資料庫 （页面存档备份，存于）